# Belgiens Grand Prix 2015
Belgiens Grand Prix 2015, officiellt 2015 Formula 1 Shell Belgian Grand Prix, var en Formel 1-tävling som hölls den 23 augusti 2015 på Circuit de Spa-Francorchamps i Spa, Belgien. Det var den elfte tävlingen av Formel 1-säsongen 2015 och kördes över 43 varv. Vinnare av loppet blev Lewis Hamilton för Mercedes, tvåa blev Nico Rosberg, även han för Mercedes, och trea blev Romain Grosjean för Lotus.

## Kvalet
| KR. | Nr | Förare            | Konstruktör          | Q1       | Q2        | Q3       | Grid |
| --- | -- | ----------------- | -------------------- | -------- | --------- | -------- | ---- |
| 1   | 44 | Lewis Hamilton    | Mercedes             | 1:48,908 | 1:48,024  | 1:47,197 | 1    |
| 2   | 6  | Nico Rosberg      | Mercedes             | 1:48,923 | 1:47,955  | 1:47,655 | 2    |
| 3   | 77 | Valtteri Bottas   | Williams-Mercedes    | 1:49,026 | 1:49,044  | 1:48,537 | 3    |
| 4   | 8  | Romain Grosjean   | Lotus-Mercedes       | 1:49,353 | 1:48,981  | 1:48,561 | 91   |
| 5   | 11 | Sergio Pérez      | Force India-Mercedes | 1:49,006 | 1:48,792  | 1:48,599 | 4    |
| 6   | 3  | Daniel Ricciardo  | Red Bull-Renault     | 1:49,664 | 1:49,042  | 1:48,639 | 5    |
| 7   | 19 | Felipe Massa      | Williams-Mercedes    | 1:49,688 | 1:48,806  | 1:48,685 | 6    |
| 8   | 13 | Pastor Maldonado  | Lotus-Mercedes       | 1:49,568 | 1:48,956  | 1:48,754 | 7    |
| 9   | 5  | Sebastian Vettel  | Ferrari              | 1:49,264 | 1:48,761  | 1:48,825 | 8    |
| 10  | 55 | Carlos Sainz, Jr. | Toro Rosso-Renault   | 1:49,109 | 1:49,065  | 1:49,771 | 10   |
| 11  | 27 | Nico Hülkenberg   | Force India-Mercedes | 1:49,499 | 1:49,121  |          | 11   |
| 12  | 26 | Daniil Kvyat      | Red Bull-Renault     | 1:49,469 | 1:49,228  |          | 12   |
| 13  | 9  | Marcus Ericsson   | Sauber-Ferrari       | 1:49,523 | 1:49,586  |          | 13   |
| 14  | 7  | Kimi Räikkönen    | Ferrari              | 1:49,288 | Ingen tid |          | 162  |
| 15  | 33 | Max Verstappen    | Toro Rosso-Renault   | 1:49,831 | Ingen tid |          | 183  |
| 16  | 12 | Felipe Nasr       | Sauber-Ferrari       | 1:49,952 |           |          | 14   |
| 17  | 22 | Jenson Button     | McLaren-Honda        | 1:50,978 |           |          | 194  |
| 18  | 14 | Fernando Alonso   | McLaren-Honda        | 1:51,420 |           |          | 205  |
| 19  | 28 | Will Stevens      | Marussia-Ferrari     | 1:52,948 |           |          | 15   |
| 20  | 98 | Roberto Merhi     | Marussia-Ferrari     | 1:53,099 |           |          | 17   |

| Vidare från första kvalrundan ▬▬ Vidare från andra kvalrundan ▬▬ |

Noteringar:
- ^1  — Romain Grosjean fick fem platsers nedflyttning för ett otillåtet växellådsbyte.
- ^2  — Kimi Räikkönen fick fem platsers nedflyttning för ett otillåtet växellådsbyte.
- ^3  — Max Verstappen fick tio platsers nedflyttning för ett otillåtet motorbyte.
- ^4  — Jenson Button fick femtio platsers nedflyttning för diverse otillåtna byten på komponenter i kraftenheten.
- ^5  — Fernando Alonso fick femtiofem platsers nedflyttning för diverse otillåtna byten på komponenter i kraftenheten.

## Loppet

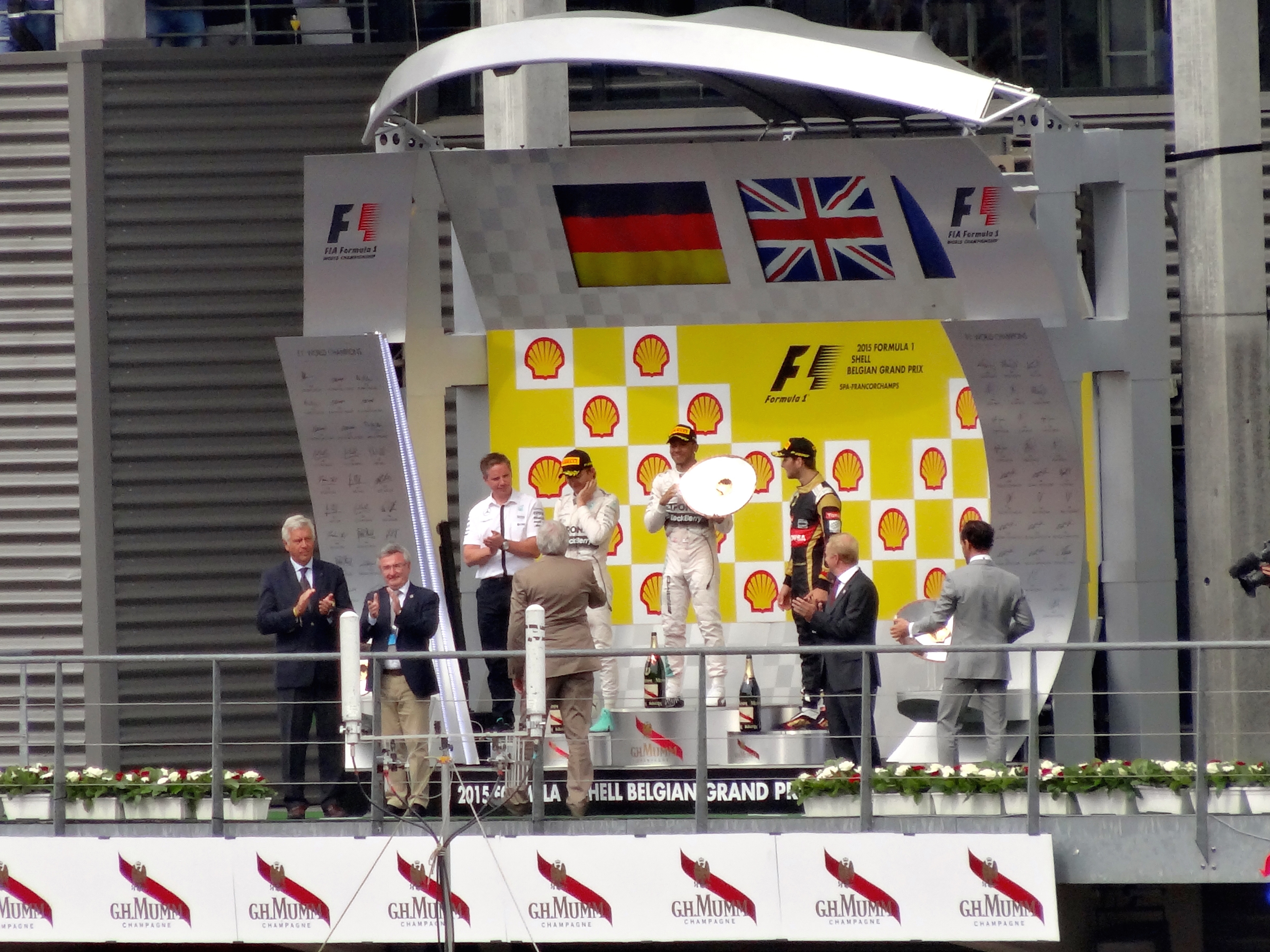
Prisutdelningen på prispallen.

| Pos. | Nr | Förare            | Konstruktör          | Varv | Tid              | Grid | P  |
| ---- | -- | ----------------- | -------------------- | ---- | ---------------- | ---- | -- |
| 1    | 44 | Lewis Hamilton    | Mercedes             | 43   | 1:23:40,387      | 1    | 25 |
| 2    | 6  | Nico Rosberg      | Mercedes             | 43   | +2,058           | 2    | 18 |
| 3    | 8  | Romain Grosjean   | Lotus-Mercedes       | 43   | +37,988          | 9    | 15 |
| 4    | 26 | Daniil Kvyat      | Red Bull-Renault     | 43   | +45,692          | 12   | 12 |
| 5    | 11 | Sergio Pérez      | Force India-Mercedes | 43   | +53,997          | 4    | 10 |
| 6    | 19 | Felipe Massa      | Williams-Mercedes    | 43   | +55,283          | 6    | 8  |
| 7    | 7  | Kimi Räikkönen    | Toro Rosso-Renault   | 43   | +55,703          | 16   | 6  |
| 8    | 33 | Max Verstappen    | Toro Rosso-Renault   | 43   | +56,076          | 18   | 4  |
| 9    | 77 | Valtteri Bottas   | Williams-Mercedes    | 43   | +61,040          | 3    | 2  |
| 10   | 9  | Marcus Ericsson   | Sauber-Ferrari       | 43   | +69,130          | 13   | 1  |
| 11   | 12 | Felipe Nasr       | Sauber-Ferrari       | 43   | +102,311         | 14   |    |
| 12   | 5  | Sebastian Vettel  | Ferrari              | 42   | Däckexplosion    | 8    |    |
| 13   | 14 | Fernando Alonso   | McLaren-Honda        | 42   | + 1 varv         | 20   |    |
| 14   | 22 | Jenson Button     | McLaren-Honda        | 42   | + 1 varv         | 19   |    |
| 15   | 98 | Roberto Merhi     | Marussia-Ferrari     | 42   | + 1 varv         | 17   |    |
| 16   | 28 | Will Stevens      | Marussia-Ferrari     | 42   | + 1 varv         | 15   |    |
| Ret  | 55 | Carlos Sainz, Jr. | Toro Rosso-Renault   | 32   | Kraftenhet       | 10   |    |
| Ret  | 3  | Daniel Ricciardo  | Red Bull-Renault     | 19   | Elektonik        | 5    |    |
| Ret  | 13 | Pastor Maldonado  | Lotus-Mercedes       | 1    | Kraftenhet       | 7    |    |
| DNS  | 27 | Nico Hülkenberg   | Force India-Mercedes | 0    | Kraftenhet (ERS) | 11   |    |

| Förare och stall som tog poäng ▬▬ |

## Ställning efter loppet
|     | Pos. | Förare           | Poäng |
| --- | ---- | ---------------- | ----- |
| ▬   | 1    | Lewis Hamilton   | 227   |
| ▬   | 2    | Nico Rosberg     | 199   |
| ▬   | 3    | Sebastian Vettel | 160   |
| ▲ 1 | 4    | Kimi Räikkönen   | 82    |
| ▲ 1 | 5    | Felipe Massa     | 82    |

|     | Pos. | Konstruktör       | Poäng |
| --- | ---- | ----------------- | ----- |
| ▬   | 1    | Mercedes          | 426   |
| ▬   | 2    | Ferrari           | 242   |
| ▬   | 3    | Williams-Mercedes | 161   |
| ▬   | 4    | Red Bull-Renault  | 108   |
| ▲ 1 | 5    | Lotus-Mercedes    | 50    |

- Notering: Endast de fem bästa placeringarna i vardera mästerskap finns med på listorna.

### Webbkällor
- ”2015 Formula 1 Belgian Grand Prix (Qualifying)” (på engelska). Formula1.com. 22 augusti 2014. Läst 24 augusti 2015.
- ”2015 Formula 1 Shell Belgian Grand Prix (Race)” (på engelska). Formula1.com. 23 augusti 2014. Läst 24 augusti 2015.